# Combatchy
Combatchy è un singolo delle cantanti brasiliane Anitta, Lexa e Luísa Sonza, pubblicato il 20 novembre 2019.
Il brano vede la partecipazione della rapper brasiliana MC Rebecca.

## Video musicale
Il video musicale, diretto da Nixon Freire, è stato reso disponibile il 20 novembre 2019 in concomitanza con l'uscita del singolo.

## Tracce
Testi e musiche di André Vieira, Pedro Breder, Romeu R3 e Wallace Vianna.
1. Combatchy (feat. MC Rebecca) – 2:37

## Classifiche

### Classifiche settimanali
| Classifica (2019-20) | Posizione massima |
| -------------------- | ----------------- |
| Brasile              | 1                 |
| Portogallo           | 25                |

### Classifiche di fine anno
| Classifica (2020) | Posizione |
| ----------------- | --------- |
| Portogallo        | 53        |